# Granby (circonscription provinciale)
Pour les articles homonymes, voir Granby.
Circonscription électorale provinciale du Canada
Granby est une circonscription électorale provinciale du Québec, créée en 2011. Son territoire est situé dans la MRC de La Haute-Yamaska, en Estrie. La circonscription tire son nom de la ville de Granby, dont les frontières sont identiques à celles de la circonscription. 

## Historique
Le district électoral de Shefford a été créé en 1829. À la Confédération en 1867, le district fait partie des 65 circonscriptions provinciales originales. À la suite du redécoupage électoral de 2011, la circonscription est scindée : les villes de Waterloo, Warden et Shefford sont greffées à la circonscription voisine de Brome-Missisquoi alors que Granby se retrouve seule dans sa circonscription électorale, d'où le changement de nom.

## Territoire et limites
La circonscription est constituée de la ville de Granby.

## Liste des députés

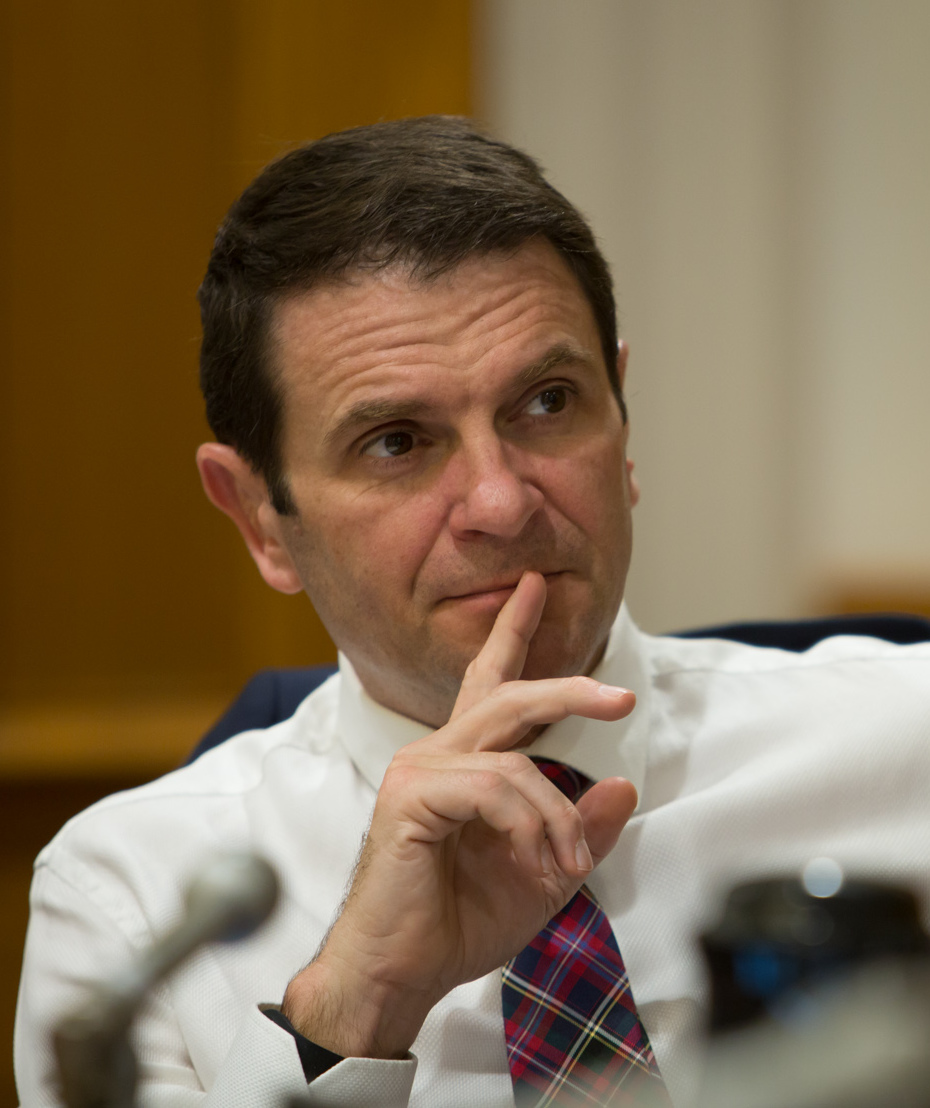
Francois Bonnardel est député de Granby depuis 2012.

| Années | Années      | Député             | Parti            |
| ------ | ----------- | ------------------ | ---------------- |
|        | 2012 - 2014 | François Bonnardel | Coalition avenir |
|        | 2014 - 2018 | François Bonnardel | Coalition avenir |
|        | 2018 - 2022 | François Bonnardel | Coalition avenir |
|        | 2022 - ...  | François Bonnardel | Coalition avenir |

## Résultats électoraux
|                                                                                               | Nom                          | Parti              | Nombre de voix | %      | Maj.   |
| --------------------------------------------------------------------------------------------- | ---------------------------- | ------------------ | -------------- | ------ | ------ |
|                                                                                               | François Bonnardel (sortant) | Coalition avenir   | 21 515         | 58,2 % | 16 233 |
|                                                                                               | Anne-Sophie Legault          | Québec solidaire   | 5 282          | 14,3 % | -      |
|                                                                                               | Guy Bouthillier              | Parti québécois    | 4 378          | 11,8 % | -      |
|                                                                                               | Stéphane Bernier             | Conservateur       | 3 737          | 10,1 % | -      |
|                                                                                               | Penny Lamarre                | Libéral            | 1 758          | 4,8 %  | -      |
|                                                                                               | Andrzej Wisniowski           | Vert               | 263            | 0,7 %  | -      |
|                                                                                               | Jimmy Paquin                 | Équipe autonomiste | 38             | 0,1 %  | -      |
| Total                                                                                         | Total                        | Total              | 36 971         | 100 %  |        |
| Le taux de participation lors de l'élection était de 68,1 % et 458 bulletins ont été rejetés. |                              |                    |                |        |        |

|                                                                                               | Nom                          | Parti            | Nombre de voix | %      | Maj.   |
| --------------------------------------------------------------------------------------------- | ---------------------------- | ---------------- | -------------- | ------ | ------ |
|                                                                                               | François Bonnardel (sortant) | Coalition avenir | 22 570         | 62,4 % | 17 495 |
|                                                                                               | Anne-Sophie Legault          | Québec solidaire | 5 075          | 14 %   | -      |
|                                                                                               | Lyne Laverdure               | Libéral          | 3 881          | 10,7 % | -      |
|                                                                                               | Chantal Beauchemin           | Parti québécois  | 3 491          | 9,6 %  | -      |
|                                                                                               | Daphné Poulin                | Vert             | 531            | 1,5 %  | -      |
|                                                                                               | Pierre Bélanger              | Conservateur     | 358            | 1 %    | -      |
|                                                                                               | Stéphane Deschamps           | Parti nul        | 158            | 0,4 %  | -      |
|                                                                                               | Kevin Robidas                | Bloc pot         | 119            | 0,3 %  | -      |
| Total                                                                                         | Total                        | Total            | 36 183         | 100 %  |        |
| Le taux de participation lors de l'élection était de 69,8 % et 448 bulletins ont été rejetés. |                              |                  |                |        |        |

|                                                                                               | Nom                          | Parti            | Nombre de voix | %      | Maj.   |
| --------------------------------------------------------------------------------------------- | ---------------------------- | ---------------- | -------------- | ------ | ------ |
|                                                                                               | François Bonnardel (sortant) | Coalition avenir | 18 441         | 53 %   | 10 811 |
|                                                                                               | Joanne Lalumière             | Parti québécois  | 7 630          | 21,9 % | -      |
|                                                                                               | Pascal Proulx                | Libéral          | 6 669          | 19,2 % | -      |
|                                                                                               | André Beauregard             | Québec solidaire | 1 565          | 4,5 %  | -      |
|                                                                                               | Stéphane Deschamps           | Parti nul        | 281            | 0,8 %  | -      |
|                                                                                               | Jocelyn Beaudoin             | Option nationale | 179            | 0,5 %  | -      |
| Total                                                                                         | Total                        | Total            | 34 765         | 100 %  |        |
| Le taux de participation lors de l'élection était de 69,5 % et 440 bulletins ont été rejetés. |                              |                  |                |        |        |

|                                                                                               | Nom                | Parti                  | Nombre de voix | %      | Maj.   |
| --------------------------------------------------------------------------------------------- | ------------------ | ---------------------- | -------------- | ------ | ------ |
|                                                                                               | François Bonnardel | Coalition avenir       | 19 517         | 52,1 % | 11 015 |
|                                                                                               | Luc Perron         | Parti québécois        | 8 502          | 22,7 % | -      |
|                                                                                               | Guy Gaudord        | Libéral                | 6 051          | 16,2 % | -      |
|                                                                                               | Éric Bédard        | Québec solidaire       | 2 121          | 5,7 %  | -      |
|                                                                                               | Jocelyn Beaudoin   | Option nationale       | 477            | 1,3 %  | -      |
|                                                                                               | Stéphane Gagné     | Conservateur           | 368            | 1 %    | -      |
|                                                                                               | Stéphane Deschamps | Parti nul              | 261            | 0,7 %  | -      |
|                                                                                               | Francine St-Onge   | Coalition constituante | 135            | 0,4 %  | -      |
| Total                                                                                         | Total              | Total                  | 37 432         | 100 %  |        |
| Le taux de participation lors de l'élection était de 76,1 % et 471 bulletins ont été rejetés. |                    |                        |                |        |        |